# Stylura brasiliensis
Stylura brasiliensis är en fjärilsart som beskrevs av De Costa Lima 1925. Stylura brasiliensis ingår i släktet Stylura och familjen bastardsvärmare. Inga underarter finns listade i Catalogue of Life.